# Манера (Кунео)
Манера је насеље у Италији у округу Кунео, региону Пијемонт.
Према процени из 2011. у насељу је живело 87 становника. Насеље се налази на надморској висини од 595 м.